# Acmella uliginosa
Acmella uliginosa là một loài thực vật có hoa trong họ Cúc. Loài này được (Sw.) Cass. mô tả khoa học đầu tiên năm 1822.